# Prunus obtusata
Prunus obtusata är en rosväxtart som beskrevs av Emil Bernhard Koehne. Prunus obtusata ingår i släktet prunusar, och familjen rosväxter. Inga underarter finns listade i Catalogue of Life.